# Kitosaari (ö, lat 61,57, long 27,72)
Kitosaari är en ö i Finland. Den ligger i sjön Saimen och i kommunen Sankt Michel i den ekonomiska regionen  S:t Michel och landskapet Södra Savolax, i den södra delen av landet, 210 km nordost om huvudstaden Helsingfors. Öns area är 0,3 hektar och dess största längd är 90 meter i öst-västlig riktning.